# Erdmann von Pückler (Politiker, 1792)
Graf Erdmann III. von Pückler, eigentlich Graf von Pückler und Freiherr von Groditz (* 4. April 1792 in Rogau bei Breslau; † 4. November 1869 in Schedlau, Oberschlesien), war ein deutscher Standesherr, preußischer Landwirtschaftsminister und Politiker.

## Leben

### Herkunft
Er entstammte der schlesischen Linie der Grafen von Pückler auf Schedlau. Sein Vater war Erdmann II. Graf von Pückler (1755–1819). Seine Mutter war Johanna Friederike Margarethe (1763–1834), geb. Freiin von Czettritz und Neuhaus auf Seitendorf.

### Werdegang

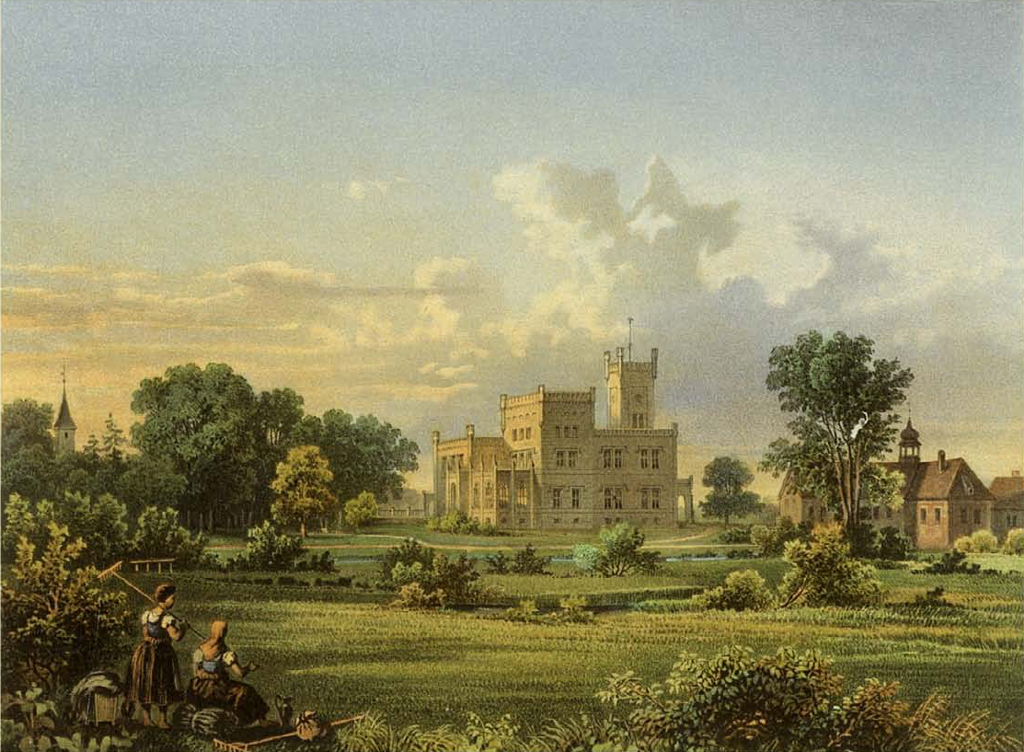
Schloss Schedlau, Sammlung Duncker

Er trat in den preußischen Militärdienst ein und war 1805/1806 Kadett. Im Jahr 1813 wurde er verwundet und trat 1814 in das Zivilleben über. Er war Rittergutsbesitzer und Landwirt in Schlesien. Er besaß die Herrschaft Schedlau. Dort ließ er das Schloss in den 1850er Jahren erheblich umgestalten. Auch andere Besitzungen gehörten ihm. Außerdem war er ab 1815 Landesältester des Kreises Falkenberg. Die Fläche seiner in diesem Kreis gelegenen „Herrschaft mit den Ortschaften Schedlau, Mullwitz, Guhrau, Heidersdorf und Groditz“ wurde im November 1858 mit „8074 Morgen“ angegeben.
Später trat er in den preußischen Verwaltungsdienst ein. Er war 1828 Regierungsrat bei der Generalkommission in Berlin. Zwischen 1835 und 1858 amtierte er als Regierungspräsident in Oppeln.
Seit 1840 gehörte Graf Pückler dem Provinziallandtag Schlesien an. Er spielte dort eine bedeutende Rolle. Seit 1842 war er Mitglied der Vereinigten Ausschüsse der Provinziallandtage.
Im August 1848 sollte er zum Rücktritt als Regierungspräsident bewogen werden, blieb aber im Amt. Durch allerhöchsten Erlass vom 6. November 1858 (Amtsantritt: 8. November) wurde er preußischer Landwirtschaftsminister im Ministerium der Neuen Ära und behielt das Amt bis zum Ende der Neuen Ära im März 1862.
Im März 1859 gab Pückler den Anstoß zur Wiederbesetzung der seit Oktober 1854 „unbesetzt gebliebene(n) außerordentlichen Professur der Landwirthschaft“ an der Berliner Universität. Dabei unterstützte er die Bewerbung des Privatdozenten Carl Schulz-Fleeth, dem im Januar 1860 diese Stelle verliehen wurde.
In den Jahren 1849 und 1850 war er Mitglied der ersten Kammer des preußischen Landtages und ab 1854 Mitglied des Herrenhauses.
Im Jahr 1905 wurde in Berlin-Grunewald die Pücklerstraße nach ihm benannt.

## Familie
Er heiratete am 16. April 1826 Johanna, geb. Freiin von Eckardstein (* 28. Oktober 1808 in Dessau; † 25. Februar 1879 in Schweidnitz). Aus der Ehe gingen sieben Töchter und der einzige Sohn Erdmann IV. Graf von Pückler (1832–1888) hervor.